# Rosa Parks megállóhely
Rosa Parks megállóhely a Metropolitan Area Express sárga vonalának, valamint a TriMet 44-es autóbuszának megállója az Oregon állambeli Portland Arbor Lodge kerületében.

## Kialakítása
A megállót eredetileg North Portland Boulevardnak hívták, de az önkormányzat az utat 2006 őszén North Rosa Parks Wayre keresztelte át; a megálló névadó ünnepségét 2009. február 4-én tartották, a változást ekkor vezették át. A peronokon azóta „Rosa Parks”, a térképeken viszont „N Rosa Parks Way” olvasható.
A megálló szélső peronjai az Interstate Avenue és az North Rosa Parks Way találkozásánál, a kereszteződés két oldalán helyezkednek el. Az állomás műtárgyai az indián művészetet elevenítik fel.

## Autóbuszok
- 44 – Capitol Hwy/Mocks Crest (Pier Park◄►PCC Sylvania)[3]

| Előző állomás                           |  | Metropolitan Area Express |  | Következő állomás                               |
| --------------------------------------- |  | ------------------------- |  | ----------------------------------------------- |
| N Killingsworth Sttovább PSU South felé |  | Sárga vonal               |  | North Lombard pályaudvartovább Expo Center felé |

## Fordítás
- Ez a szócikk részben vagy egészben  a   Rosa Parks MAX Station című angol Wikipédia-szócikk ezen változatának fordításán alapul.  Az eredeti cikk szerkesztőit annak laptörténete sorolja fel. Ez a jelzés csupán a megfogalmazás eredetét és a szerzői jogokat jelzi, nem szolgál a cikkben szereplő információk forrásmegjelöléseként.